# Сини (фільм, 1946)
«Сини» (рос. «Сыновья») — радянський чорно-білий художній фільм-військова драма 1946 року, знята режисером Олександром Івановим на кіностудії «Ленфільм» і Ризькій кіностудії.

## Сюжет
В одному з районів зайнятої німецькими військами Латвії гітлерівці арештовують хлопця-селянина Яніса. Перша втеча для нього завершується новим арештом. Цього разу його затримує молодший брат, який став поліцаєм. Після другої втечі Яніса, його дружина Ілга і дочка потрапляють до концтабіру. Після цього Яніс стає готовим на все, щоб їх врятувати.

## У ролях
- Олег Жаков — Яніс
- Іван Савельєв — батько Яніса
- Марія Домашова — мати Яніса
- Лідія Смирнова — Ілга, дружина Яніса
- Никодим Гіппіус — Валдемар, брат Яніса
- Василь Ванін — мельник
- Анна Пєтухова — Мілда, дочка мельника
- Василь Меркур'єв — Карліс, майстер
- Лідія Сухаревська — Христина, дружина Карліса
- Павло Штраус — Андис
- Геннадій Мічурін — командир партизанського загону
- Віталій Поліцеймако — оберштурмфюрер фон Граббе
- Григорій Шпігель — обер-лейтенант Бреннер
- Ю. Отоцький — Роттер
- Анатолій Кузнецов — селянин
- Андрій Апсолон — автомеханік
- Аркадій Цинман — Мюллер, господар автомайстерні
- Жаніс Катлапс — Артур
- Лев Степанов — обер-єфрейтор
- Василь Леонов — партизан
- Георгій Бударов — німець
- Тимофій Ремізов — ад'ютант німецького коменданта
- Микола Мічурін — шинкар
- Анатолій Нікітін — епізод
- Євген Немченко — епізод

## Знімальна група
- Режисер — Олександр Іванов
- Сценарист — Федір Кнорре
- Оператор — Володимир Рапопорт
- Композитор — Венедикт Пушков
- Художник — Моїсей Левін